# Vale (entreprise)
Pour les articles homonymes, voir Vale.
Vale anciennement Companhia Vale do Rio Doce (CVRD) est une entreprise minière multinationale et aussi l'un des plus grands opérateurs logistiques du Brésil. Fondé en 1942 à Itabira par des capitaux publics, Vale est devenu leader dans la production et l'exportation du minerai de fer. Il est aussi un producteur d'envergure mondial de nickel, manganèse, alliage de fer, cuivre, bauxite, potasse, kaolin, alumine et aluminium.

## Histoire
En octobre 2006, Vale a acquis le Canadien Inco, important producteur de nickel et de platine pour 17 milliards de dollars.
En novembre 2013, Vale annonce la vente de ses actions dans Norsk Hydro, qu'il détenait à 26,1 %, actions qu'il avait acquises en 2011, lors de la vente de ses activités d'alumine et de bauxite pour 4,9 milliards de dollars.
En avril 2016, Vale annonce la vente de sa participation de 26,7 % dans l'usine sidérurgique CSA de ThyssenKrupp pour un 1 € symbolique.
En décembre 2016, Vale annonce la vente une partie de ses activités dans les fertilisants à Mosaic pour 2,5 milliards de dollars, la moitié en action et l'autre en liquidité.
En décembre 2018, Vale annonce l'acquisition de Ferrous Resources pour 550 millions de dollars, reprise de dettes comprises. Le même mois, Vale annonce l'acquisition de New Steel, une entreprise spécialisée dans l'innovation dans la sidérurgie, pour 500 millions de dollars.
En novembre 2021, Vale annonce vendre sa participation minoritaire de 11 % dans Mosaic pour 1,26 milliard de dollars.
En mai 2022, Vale signe avec Tesla un contrat sur la fourniture de nickel.

## Activités
Ses activités dans les secteurs énergétique et logistique sont détenues dans une logique d'intégration verticale à partir de son activité minière, son secteur d'activité principal, pour réduire les risques et variations de cours liés à ces services.
Vale détient ainsi des participations dans des centrales hydroélectriques et a détenu des actifs dans la sidérurgie et dans l'industrie papetière qu'elle a vendus dans les années 2000. Par ailleurs, comme activité logistique, elle détient le port de Tubarão.

## Principaux actionnaires
Au 13 mars 2020:
| Bradespar                        | 11,1 % |
| Litela Participações             | 9,84 % |
| BNDES Participações              | 6,12 % |
| Caisse prévoyance fonctionnaires | 5,89 % |
| Mitsui & Co                      | 5,42 % |
| Vale (autocontrôle)              | 2,96 % |
| BlackRock Fund Advisors          | 2,22 % |
| The Vanguard Group,              | 1,89 % |
| Jamal El Mahi                    | 1,13 % |

## Contestations
Après le rachat d'Inco en 2006, Vale est la cible d'actions en justice en Nouvelle-Calédonie, lancées par le Comité Rhéébù Nùù (en) et liées au projet Goro Nickel en Nouvelle-Calédonie.
En 2009, l’entreprise rémunère ses actionnaires à hauteur de 2,75 milliards de dollars. Le total de sa masse salariale est inférieur à ce chiffre. Outre cette répartition des revenus, on lui reproche de la pollution, des pratiques antisyndicales, des violations du droit du travail, le recours à des milices paramilitaires, la corruption des autorités des pays où elle exploite des mines. L’entreprise est confrontée à des grèves dures, générées par ses pratiques sociales, comme celle qui dure de juillet 2009 à mars 2010 à la mine de nickel de Grand Sudbury, en Ontario (Canada).
Vale est particulièrement critiquée pour sa participation au barrage de Belo Monte dont la planification autoritaire implique le déplacement de 40 000 personnes, la dévastation et la surexploitation de nouveaux territoires en Amazonie. Cette participation explique qu'elle ait reçu le Public Eye Awards à Porto Alegre en 2012, à l’occasion du Forum social thématique « Crise du capitalisme, justice environnementale et justice sociale » (du 24 au 29 janvier 2012).
En fin d'année 2020, un important conflit se déclare  avec de violents échaufourés en Nouvelle-Calédonie à la suite des décisions de revente au consortium helvetico-calédonien Prony Roussources,.

### Accidents miniers
En novembre 2015, la rupture de barrages de Bento Rodrigues a lieu sur un site d'une coentreprise entre Vale et BHP Billiton, faisant 19 morts. Il s'agit alors de la plus grave catastrophe environnementale de l'histoire du Brésil. En 2019, aucun des 21 responsables de l'entreprise mis en cause par la justice n'a encore été jugé, la procédure étant bloquée.
En janvier 2019, un autre barrage appartenant à Vale, le barrage de Brumadinho, s’effondre dans la région de Minas Gerais au Brésil, faisant 270 morts. À la suite de cet accident, le P-DG de Vale, Fabio Schvartsman, démissionne temporairement le 2 mars 2019. Conformément à une décision du parquet brésilien qui enquête sur l'effondrement du barrage, trois autres cadres de l'entreprises ont aussi remis leur démission. En septembre, la police brésilienne recommande l’inculpation d’employés de Vale et de la société d’audit allemande TÜV SÜD, accusés d’avoir falsifié des documents pour attester de la solidité du barrage. En novembre, l’Agence nationale des mines révèle que le groupe minier n'a pas informé les autorités d’anomalies sur le barrage de Brumadinho. D'après l'agence : « Si l’ANM avait été informée correctement, elle aurait pu exiger des mesures d’urgence de la part de l’entreprise, ce qui aurait pu éviter la catastrophe »,

### Plantation d'eucalyptus
Vale plante des eucalyptus au Brésil avec le « projet de reforestation de l'Amazonie », selon les termes de l'entreprise. 50 000 hectares ont été plantés en 2015, l'entreprise compte en planter encore 170 000. Cette initiative est controversée, car ces arbres ne poussent pas naturellement dans la forêt amazonienne, étant originaires d'Australie. De plus les eucalyptus consomment beaucoup d'eau et appauvrissent le sol en nutriments. Ces arbres ont un feuillage peu dense avec des feuilles poussant verticalement sur les rameaux. La pluie n'est donc pas retenue par le feuillage et ruisselle sur le sol, emportant les nutriments et empêchant des plantes de sous-bois de se développer. La faune ne pouvant pas se nourrir ne réinvestit également pas le milieu.